# Diabolical Age
Diabolical Age er det tredje studiealbum fra det norske black metal-band Ragnarok. Det er det sidste album med Thyme som vokalist. Arcturus-guitaristen Knut Magne Valle var lydtekniker på albummet.

## Spor
1. "It's War" – 07:16
2. "Nocturnal Sphere" – 08:28
3. "Diabolical Age" – 07:07
4. "Certain Death" – 05:16
5. "The Heart of Satan" – 05:28
6. "Devestated Christ" – 08:32
7. "The Key Is Turned for the 7th Time" – 06:13
8. "Postludium" – 05:55

## Fodnoter
1. 1 2  "Diabolical Age" (engelsk). Encyclopaedia Metallum. Arkiveret fra originalen 20. april 2009. Hentet 12. februar 2009.